# I robot si ribellano
I robot si ribellano (Advance and Be Mechanized) è un film del 1967 diretto da Ben Washam. È il trentatreesimo dei 34 cortometraggi animati della serie Tom & Jerry prodotti da Chuck Jones con il suo studio Sib-Tower 12 Productions, distribuito il 25 agosto del 1967 dalla Metro-Goldwyn-Mayer.

## Trama
In una base spaziale situata in un pianeta lontano Jerry usa un topo robotico per rubare del formaggio. Il guardiano Tom però lo scopre e fa catturare al suo gatto meccanico l'altro robot. Più tardi Tom ha fame e insegue Jerry, che si rifugia in un distributore automatico e gli fa mangiare un panino piccante. In seguito Tom fa inseguire al suo robot il topo meccanico; il gatto meccanico però finisce per farsi male e irritato trasforma Tom nel suo robot; la stessa cosa accade tra il topo meccanico e Jerry. I due robot si mettono quindi a manovrare e far combattere i loro padroni tra di loro per vendetta.